# Черкасский, Василий Карданукович
Василий Карданукович Черкасский (Кази-мурза) — абазинский князь из княжеского рода Дударуковых. Московский воевода, боярин (1598), воевода в Астрахани, Смоленске и Рязани, сын Кордануко-мурзы и внук верховного князя-валия Кабарды Камбулата Идаровича.

## Биография
В конце царствования Ивана Грозного кабардинский князь Кази-мурза переселился в Россию, где принял православную веру и получил имя Василий. Василий Карданукович Черкасский, родной племянник Бориса Камбулатовича Черкасского, занял видное положение среди московской знати.
В 1582 году Василий Карданукович был назначен царём Иваном Грозным первым воеводой полка правой руки в Новгороде. В ноябре 1585 года в случае новой войны со Швецией новый царь Фёдор Иоаннович назначил князя Василия Черкасского вторым воеводой полка левой руки. Однако до войны дело не дошло, и назначение было отменено.
Затем Василий Карданукович Черкасский в течение нескольких лет защищал южные русские границы от нападений крымских татар и ногайцев. В октябре 1585 года Василий Черкасский был назначен первым воеводой большого полка в Серпухове. В апреле 1586 года — первый воевода большого полка в Серпухове. Весной 1588 года он был направлен на границу первым воеводой сторожевого полка, а 15 апреля 1589 года переведён в Каширу — первым воеводой полка левой руки.
В январе 1590 года князь Василий Черкасский должен был сопровождать царя Фёдора Иоанновича в качестве первого воеводы караульного полка в походе против Швеции, закончившемся в феврале того же года перемирием.
В 1591 году во время нашествия крымского хана Гази Герая на Русь Василий Карданукович Черкасский был отправлен в Тулу первым воеводой передового полка.
В 1592-1599 годах Василий Карданукович Черкасский нёс военную службу на берегу Оки, защищая границы от набегов крымских татар и ногайцев, будучи первым воеводой полка левой руки, затем вторым воеводой большого полка.
С лета 1599 года князь Василий Карданукович Черкасский, получивший боярство от Бориса Годунова, находился в Москве. В августе 1599 года был у государя на обеде в честь шведского королевича Густава, в октябре 1601 года был приглашён на встречу с датским послом. В сентябре 1602 года вместе с другими боярами встречал датского королевича Иоганна и присутствовал во время торжественного приёма у царя.
В 1603 году Василий Черкасский был назначен воеводой в Астрахань. В сентябре следующего 1604 года царь Борис Годунов назначил боярина князя Василия Кардануковича Черкасского воеводой в Смоленск, где он находился до февраля 1605 года.
В 1605 году после смерти Бориса Годунова и вступления на царский престол Лжедмитрия I князь Василий Карданукович Черкасский перешёл на сторону последнего. Самозванец в своем проекте государственной рады в 1605 году определил князю Василию Кардануковичу место в светском совете среди первого класса бояр. Лжедмитрий I назначил князя Василия Черкасского первым воеводой в Рязани.
В 1606 году после свержения Лжедмитрия I и воцарения Василия Шуйского Василий Карданукович Черкасский оставил службу и удалился из Москвы в свои поместья. В следующем 1607 году боярин князь Василий Карданукович Черкасский был убит в Путивле по приказу Лжепетра.

## Семья
Князь Василий Карданукович Черкасский был женат с 1590 года на Анастасии Ивановне Мстиславской (ум. 7 июня 1607), дочери конюшего, боярина князя Ивана Фёдоровича Мстиславского, от брака с которой не имел потомства.